# Hasle Lystskov
Hasle Lystskov er et skovområde syd for Hasle på Bornholm, der strækker sig omtrent til Hasle Klinkerfabrik skoven, der ligger nord for Sorthat-Muleby. 
Hasle Lystskov opstod i midten af 1800-tallet, hvor området ved skovstranden blev beplantet for at undgå spredning af sand til mere østliggende landbrugsjord. 
Skoven indeholder i dag de mest almindelige træsorter, særlig gran, bøg og birk.
Midt i skoven ligger Rubinsøen, der er resultatet af kuludgravning. Restproduktet blev overført til Kultippen ved skovstranden.
Der er flere sommerhusområder i skoven, herunder Klympen og Campanella, der begge udgør veje ned til stranden. Der er ligeledes et badehotel, campingplads, feriehytter m.m.
I skoven kan man finde fordybninger, hvor russerne opholdt sig i perioden efter 2. verdenskrig. 
|  | Denne artikel om lokaliteten Hasle Lystskov kan blive bedre, hvis der indsættes et (bedre) billede. Du kan hjælpe ved at afsøge Wikimedia Commons for et passende billede eller lægge et op på Wikimedia Commons med en af de tilladte licenser og indsætte det i artiklen. |

55°10′10″N 14°42′40″Ø / 55.16944°N 14.71111°Ø